# Asplenium neobrackenridgei
Asplenium neobrackenridgei är en svartbräkenväxtart som beskrevs av Warren Herbert Wagner. Asplenium neobrackenridgei ingår i släktet Asplenium och familjen Aspleniaceae. Inga underarter finns listade.